# Protoribates pembertoni
Protoribates pembertoni är en kvalsterart som först beskrevs av Arthur P. Jacot 1934.  Protoribates pembertoni ingår i släktet Protoribates och familjen Protoribatidae. Inga underarter finns listade i Catalogue of Life.